# Ishulli i Zvërnecit
Ishulli i Zvërnecit är en ö i Nartalagunen i Albanien.

## Klimat
Terrängen på Ishulli i Zvërnecit är platt. Öns högsta punkt är 71 meter över havet.